# Lorenzo Squizzi
Lorenzo Squizzi (Domodossola, Provincia de Verbano-Cusio-Ossola, Italia, 20 de junio de 1974) es un exfutbolista italiano. Se desempeñaba en la posición de guardameta.

## Clubes
| Club               | País   | Año       |
| ------------------ | ------ | --------- |
| Juventus F. C.     | Italia | 1992-1995 |
| S. P. A. L. 1907   | Italia | 1995-1996 |
| U. S. Catania      | Italia | 1996-1997 |
| A. S. Lucchese     | Italia | 1997-1999 |
| U. S. Salernitana  | Italia | 1999-2000 |
| A. C. Reggiana     | Italia | 2000-2001 |
| A. C. Monza        | Italia | 2001-2002 |
| A. C. Cesena       | Italia | 2002-2003 |
| Calcio Catania     | Italia | 2003-2004 |
| Perugia Calcio     | Italia | 2004-2005 |
| A. C. ChievoVerona | Italia | 2005-2014 |

## Palmarés

### Campeonatos nacionales
| Título      | Club               | País   | Año     |
| ----------- | ------------------ | ------ | ------- |
| Serie A     | Juventus F. C.     | Italia | 1994-95 |
| Copa Italia | Juventus F. C.     | Italia | 1994-95 |
| Serie B     | A. C. ChievoVerona | Italia | 2007-08 |